# Sword Points
Sword Points (o Swords' Points) è un cortometraggio muto del 1928 diretto da Mark Sandrich. È una parodia dei Tre moschettieri che ha come protagonista il popolare attore comico britannico Lupino Lane.

## Produzione
Il film fu prodotto dalla Lupino Lane Comedy Corporation.

## Distribuzione
Distribuito dalla Educational Film Exchanges, il film - un cortometraggio in due bobine - uscì nelle sale cinematografiche degli Stati Uniti il 12 febbraio 1928.